# Santa-Fe-Drusenkopf
Der Santa-Fe-Drusenkopf (Conolophus pallidus), auch als Barrington-Drusenkopf oder Santa-Fe-Landleguan bezeichnet, ist eine Art der Drusenköpfe. Die Tiere sind Endemiten der Galapagos-Insel Santa Fe, auf den übrigen Galapagos-Inseln lebt der Gewöhnliche Drusenkopf (Conolophus subcristatus). Der Artzusatz pallidus, vom lateinischen „pallidus“ = blass, gelblich, bezieht sich auf die gegenüber anderen Landleguanan hellere Färbung der Tiere.

## Merkmale
Männchen erreichen eine Körperlänge von bis zu 114 cm und ein Gewicht von durchschnittlich 7,1 kg, Weibchen eine Körperlänge von bis zu 100 cm und ein Gewicht von durchschnittlich 4,3 kg. Nach Heller war der Kopf des Typusexemplars kurz und zwischen Ohröffnungen und Mundwinkel am breitesten, das Profil der Schnauze konvex. Die Ohröffnungen sind oval, etwas größer als die Augen und von kleinen Schuppen umgeben, die runden Nasenöffnungen groß. Der Oberkopf ist mir konvexen, gekielten Schuppen bedeckt. Die dorsalen Körperschuppen sind klein, konisch und spitz. Ein dorsaler Schuppenkamm aus vergrößerten Schuppen zieht sich vom Nacken bis zum Schwanz, am höchsten wird dieser von neun hohen konischen Schuppen am Nacken gebildet. Die Unterseite ist mir größeren, annähernd quadratischen, glatten Schuppen bedeckt. Der Schwanz ist rundlich und verjüngt sich allmählich. Er wird von großen, quadratischen, schräg gekielten Schuppen beseckt. Es sind 22 bis 23 Femoralporen vorhanden, bei anderen Tieren variieren diese von 20 bis 24. Die Färbung des Typusexemplars beschrieb Heller als oberseits lehmgelb mit einem großen hellbraunen Fleck zwischen den hinteren Gliedmaßen und einem weiteren Fleck über die Mitte des Rückens. Die Beine werden zu den Fußspitzen hin mehr bräunlich. Die Unterseite ist cremefarben, Achseln und Leisten sind blassrosa. Der ganze Hals und die Augenlider sind bläulich, der Lippenbreich und sie Seiten des Kopfes sind grau und gelb gefleckt.

## Lebensraum und Lebensweise

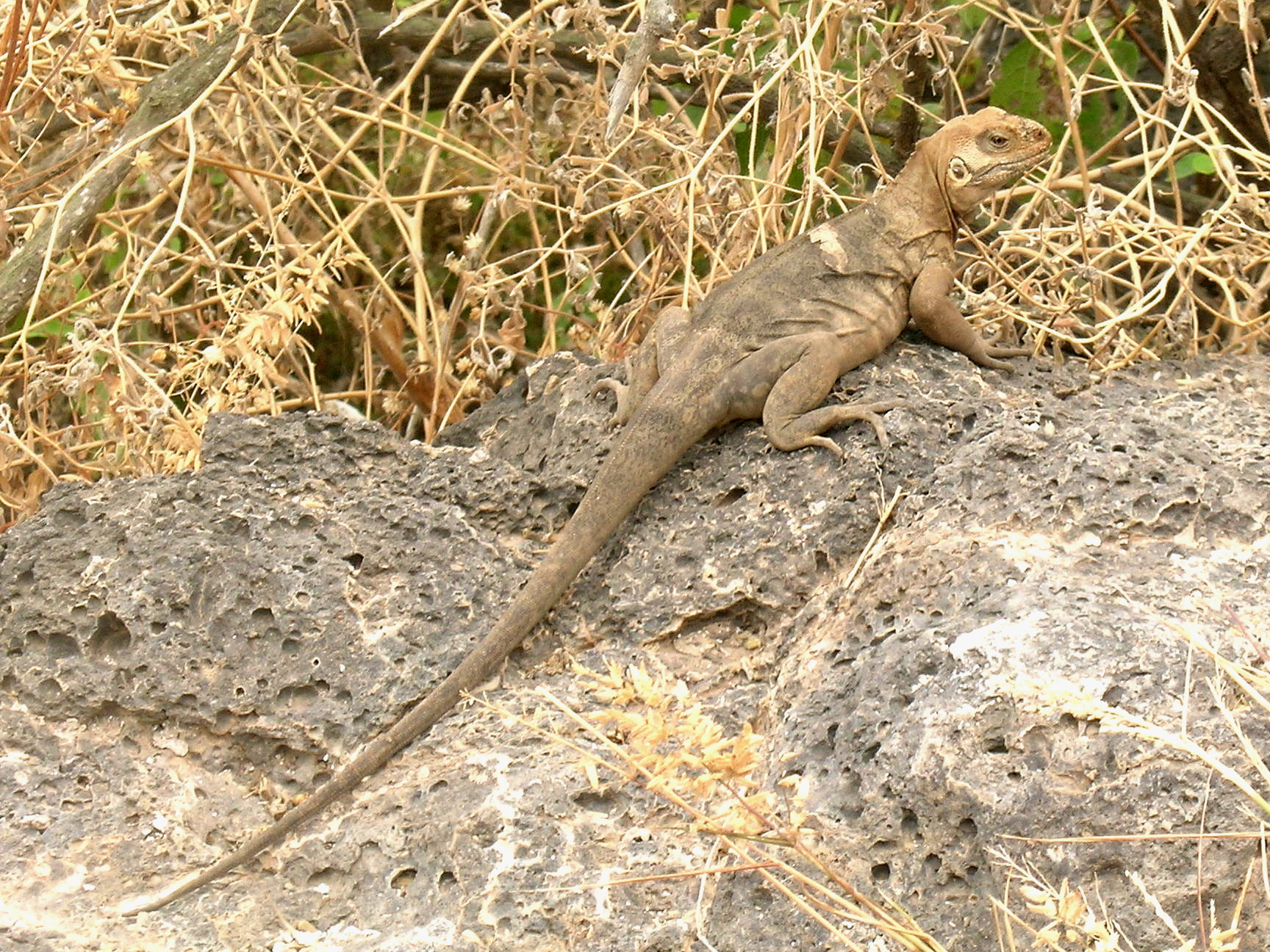
Santa-Fe-Drusenkopf

Santa-Fe-Drusenköpfe sind tagaktiv und bewohnen trockenes Grasland und sommergrüne Wälder. Sie ernähren sich pflanzlich, zu 56 % von Kakteen, aber auch von 25 anderen heimischen und eingeschleppten Pflanzenarten wie z. B. Gräser, kleine Bäume, Sträucher und Kräuter. Während der Fortpflanzungszeit verteidigen adulte Männchen ein bis zu 20 m² großes Gebiet und paaren sich bei Erfolg mit bis zu sieben Weibchen. Zwischen Oktober und November graben die Weibchen Löcher in sandige Erde und legen darin 2 bis 20 Eier ab. Bis zum Schlupf vergehen bis zu vier Monate.